# 夫赖莱斯
夫赖莱斯，是西班牙安达卢西亚自治区哈恩省的一个市镇。总面积40平方公里，总人口1807人（2001年），人口密度45人/平方公里。